# Museum der Stadt Ústí nad Labem

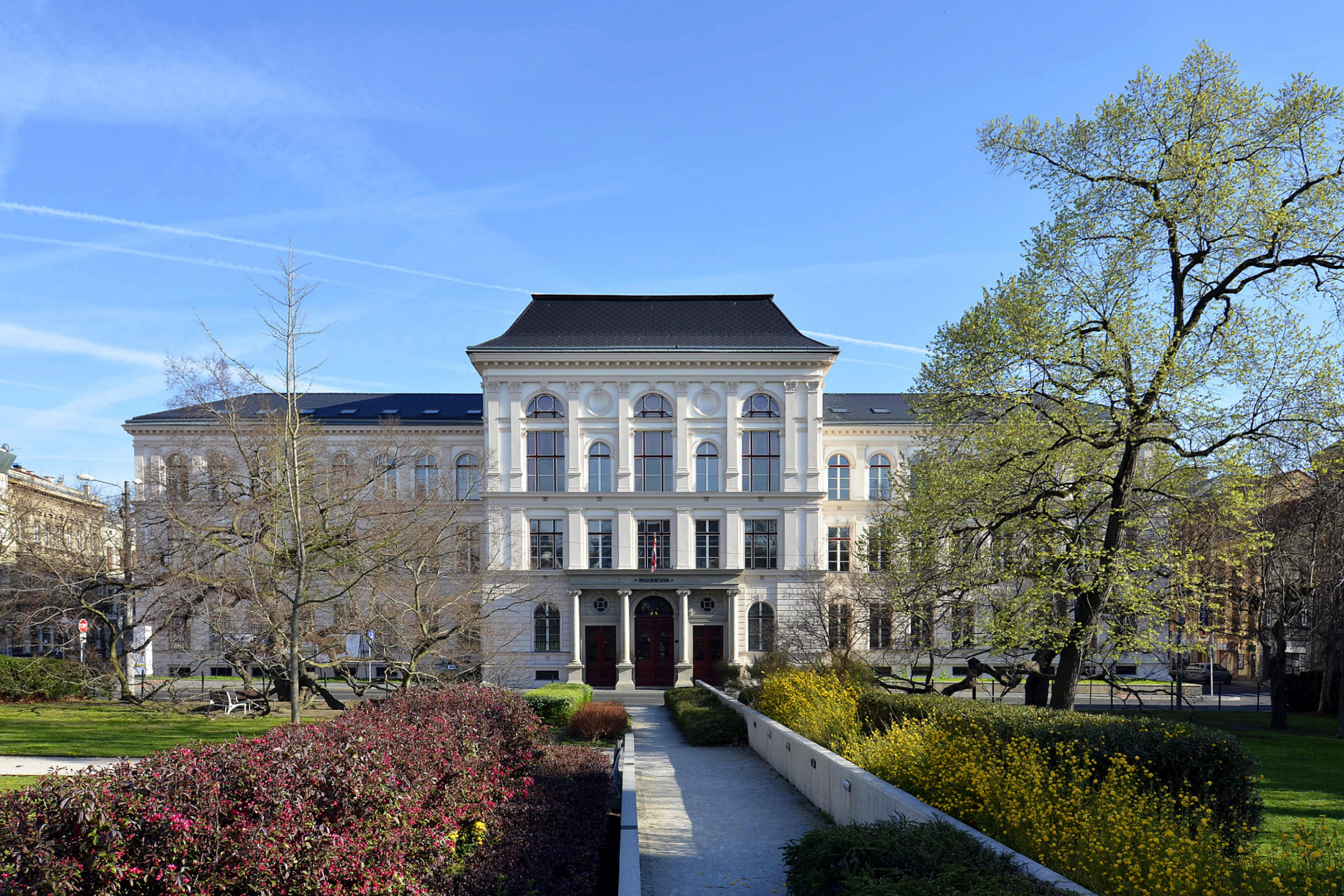
Zentraler Bau des Museums der Stadt Aussig (von 1876)

Das Museum der Stadt Aussig ist eine Kultureinrichtung der Statutarstadt Ústí nad Labem (Aussig), das verschiedene Sammlungen mit Bezug zur Aussiger Region besitzt und ausstellt. Das Gebäude steht unter Denkmalschutz (ÚSKP-Nr. 43242/5-5051).

## Museumsgebäude

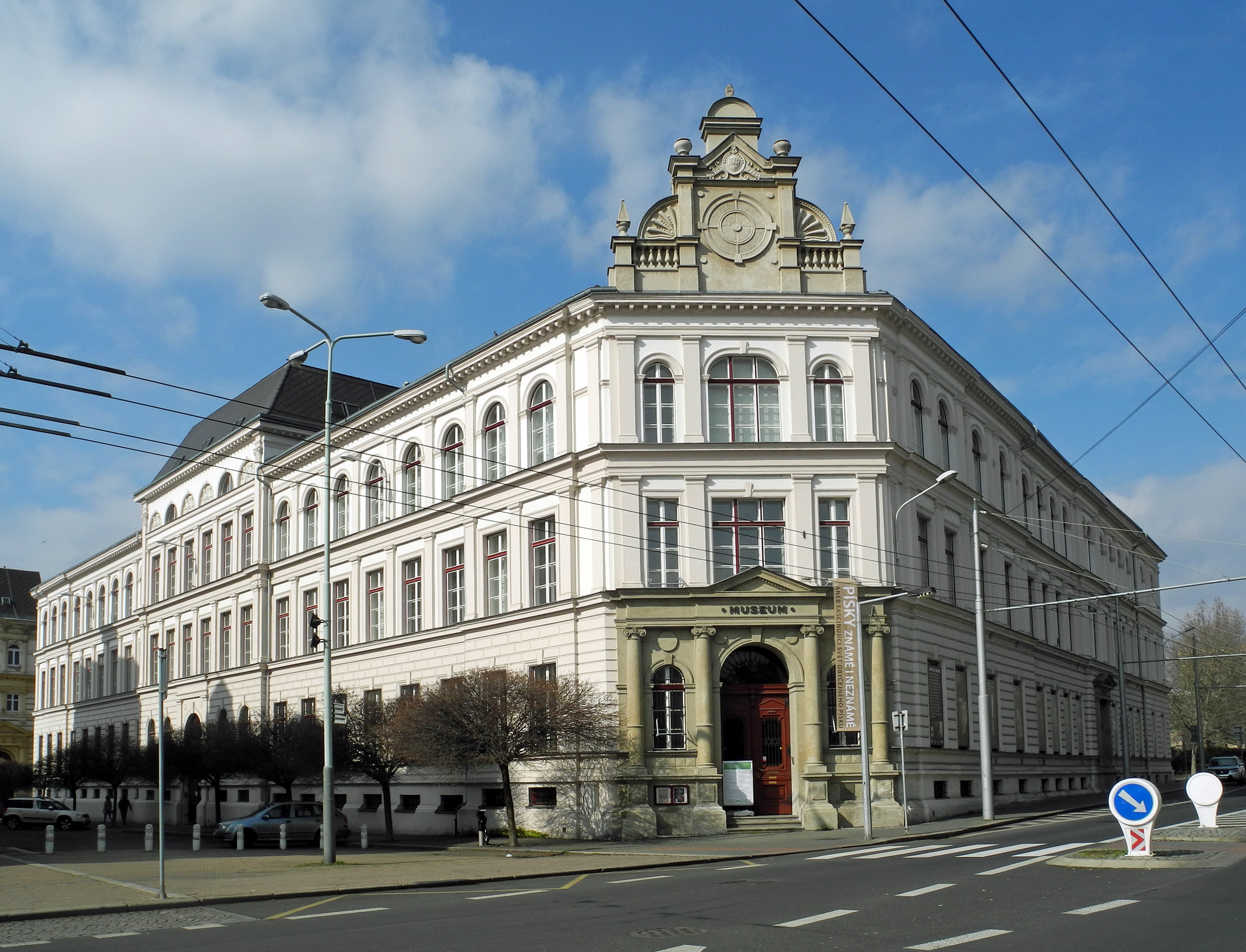
Erweiterungsbau des Museums (von 1896)

Das Museum ist in einem Neorenaissance-Gebäude untergebracht, das in den Jahren 1875–1876 nach einem Entwurf des Wiener Architekten August Krumholz (1845–1914) als Volks- und Bürgerschule der Stadt errichtet wurde. Eine Erweiterung des Baus erfolgte im Jahr 1896 vom gleichen Architekten, der das ursprüngliche Gebäude zu einem geschlossenen Block vervollständigte, so dass ein monumentaler Gebäudekomplex entstand. Zusammen mit der Schule bildeten die benachbarten Gebäude Post- und Telegraphenamt (1900), Stadttheater (1909) und Stadtbibliothek (1912) den Rahmen für eine repräsentative Straße der Stadt nach dem Vorbild der Wiener Ringstraße.
Durch die Bombenangriffe der Alliierten im Zweiten Weltkrieg wurden verschiedene Gebäude der Stadt zerstört oder beschädigt, so musste auch die Schule im Jahr 1946 notdürftig repariert werden. Das Gebäude wurde dann bis 1972 als Schule genutzt. Danach konnten das Museum und das Hauptpostamt der Stadt hier einziehen. Ende des 20. Jahrhunderts hatte die Post das Gebäude wieder verlassen. Ab 2006 konnte das Gebäude mit Hilfe von EU-Fördermitteln umfangreich rekonstruiert werden, einschließlich des großen Eckgiebels am Lidice-Platz (Lidické náměstí).
Der große vierflügelige zweigeschossige Bau mit quadratischem Grundriss dient heute ausschließlich dem Stadtmuseum. Dem Museum angeschlossen ist die gemeinnützige kulturelle Institution Collegium Bohemicum.

## Kaisersaal

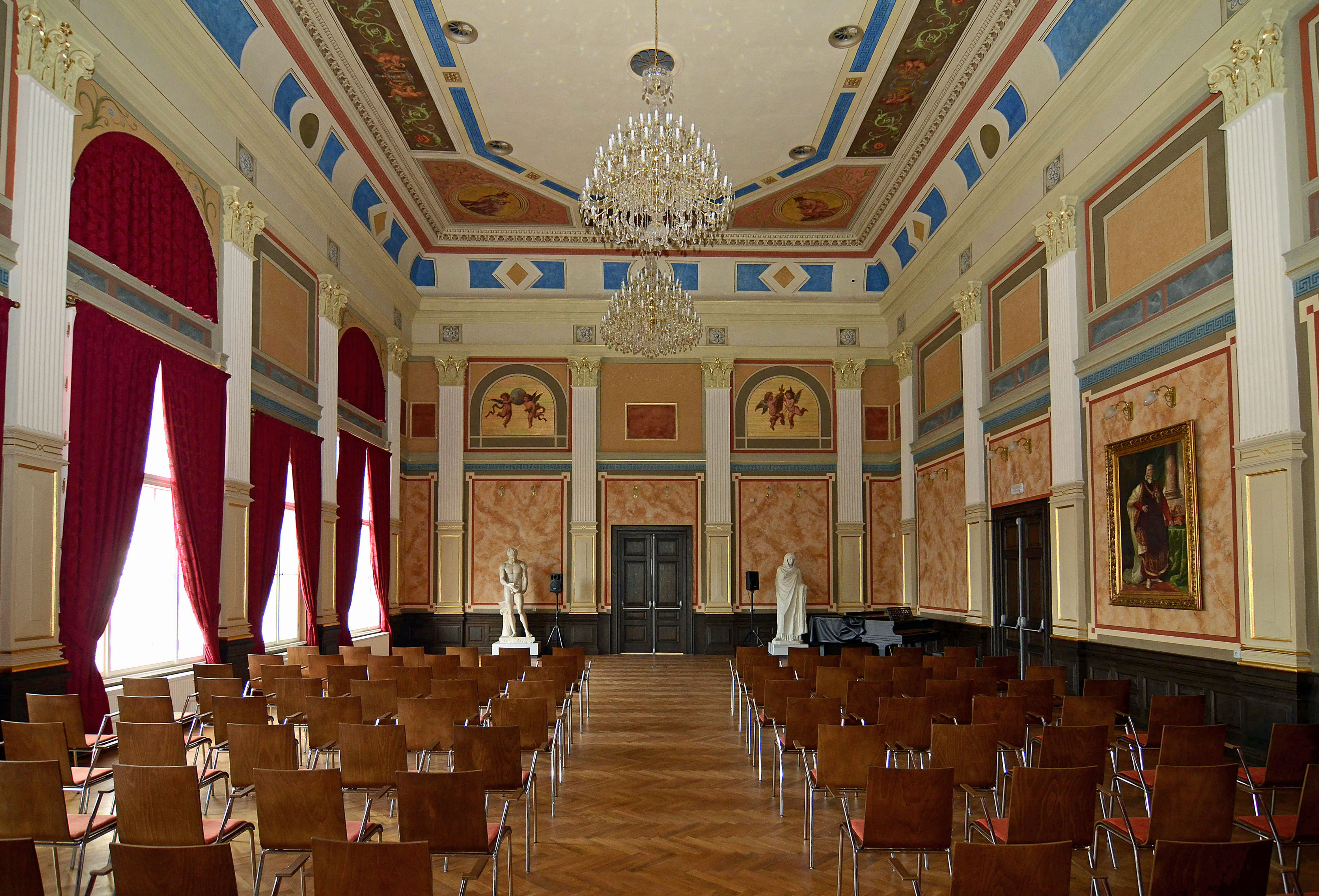
Der renovierte Kaisersaal im Museum

Im Schulgebäude wurde bereits in der ersten Bauphase ein repräsentativer Festsaal eingerichtet, der als Aula der Schule, aber auch für Ratssitzungen und andere prestigeträchtige Versammlungen der Stadt benutzt wurde. Der Saal war dekorativ durch eine reichhaltige Bemalung der Wände und Decken mit allegorischen Motiven und schmückender Blattvergoldung ausgestaltet.
Als Kaiser Franz Joseph I. auf seiner Reise ins Königreich Böhmen am 17. Juni 1901 auch die Stadt Aussig besuchte, erfolgte die kaiserliche Audienz mit den Honoratioren der Stadt in diesem Saal. Zur Erinnerung an dieses Ereignis wurde der Saal seitdem als Kaisersaal (Císařský sál) bezeichnet.
Die Wiedereröffnung des Museums nach der Gesamt-Rekonstruktion fand 110 Jahre nach dem kaiserlichen Besuch statt. Durch die Restaurierung der ursprünglichen Wandmalereien (anhand aufgefundener Reste der einstigen Malerei) können die Museumsbesucher den Kaisersaal wieder in der ursprünglichen Pracht erleben.

## Geschichte des Museums
Das Museum wurde 1876 in Aussig gegründet und die erste Ausstellung fand im Hotel Zum Goldenen Schiff in der Töpfergasse statt. Danach musste es mehrfach umziehen. Da die Museumsbestände zunahmen, wurde im Jahr 1914 der Neubau eines eigenen Museumsgebäudes am Stadtpark (Městské sady) geplant, aber durch den Ersten Weltkrieg verhindert. Weil nach dem Krieg ein Museumsneubau nicht finanzierbar war, wurde das Angebot der Aussiger Industriellenfamilie Wolfrum angenommen, die Sammlungen im Schloss Türmitz (Trmice) zu präsentieren. Später verkaufte der Unternehmer Wolfrum das Schloss an die Stadt Aussig, so dass das Museum bis 1945 im Schloss verblieb und auch in den Folgejahren bis in die 1960er Jahre hier Ausstellungen stattfanden. Infolge des Verfalls der Bausubstanz und fehlender Instandhaltungsmaßnahmen musste das Museum im Jahre 1964 geschlossen werden. Ab 1971 war die Errichtung eines neuen Museumsgebäudes am Marktplatz (Mírové náměstí) vorgesehen. Als Übergangslösung zog das Museum 1972 in das alte Schulgebäude neben dem Stadttheater. Nach dem Einzug des Hauptpostamts in das Schulgebäude standen dem Museum nur wenige Räume zur Verfügung.
Nach dem Auszug der Post am Ende des 20. Jahrhunderts stand die Frage der Nutzung des historischen Gebäudes wieder auf der Tagesordnung. Durch Fördergelder aus dem EU-Regionalfonds (EFRE) für das Museum konnte die Rekonstruktion des alten Schulgebäudes beginnen und der Umbau zum Museumsgebäude erfolgen. Dieser Umbau (Aufbau der Ausstellungssäle, Einrichtungen für den Museumsbetrieb, Rekonstruktion des Kaisersaals, Einbau von Büros und Depoträumen) dauerte zwei Jahre und erfolgte in den Jahren 2009–2011. Im Juni 2011 wurde das neue Museum der Öffentlichkeit übergeben. Das Atrium des Museums kann für die Besucher als Ruheraum genutzt werden.

## Sammlungen

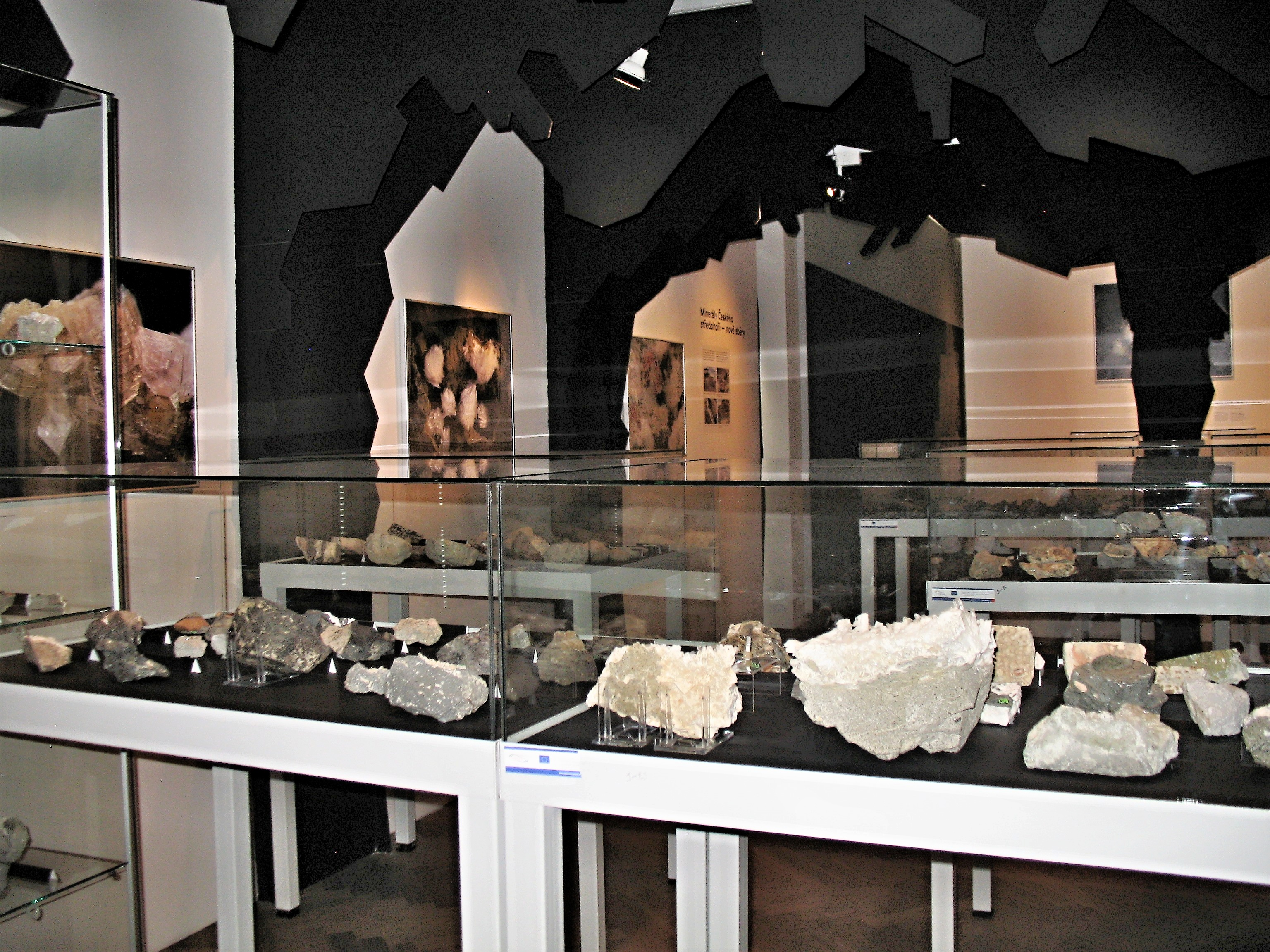
Mineralien aus dem Böhmischen Mittelgebirge

Die Museumsbestände sind Eigentum der Stadt Ústí nad Labem.
Das Museum der Stadt ist nach Qualität und Anzahl seiner Sammlungsbestände (etwa 200.000 Sammlungsstücke) eines der bedeutendsten Regionalmuseen Tschechiens. Die wertvollsten Sammlungsstücke des Museums werden im Rahmen von Ausstellungen der Öffentlichkeit laufend präsentiert. Folgende Sammlungen sind im Museum vertreten:
- Mineralien aus dem Böhmischen Mittelgebirge und dem Erzgebirge
- Herbarien, entomologische und zoologische Sammlungen
- archäologische Sammlungen
- historische fotografische Sammlungen einschl. Negativen, Dias und Postkarten
- historische Möbel, Glas und Porzellan aus dem Bereich des Kunsthandwerks
- spätgotische Holzschnitzereien und Landschaftsmalerei des 19. und 20. Jahrhunderts
- Sammlung von Waffen und militärische Ausrüstung aus der Zeit um 1813 – Schlacht bei Kulm
- Bibliothek mit etwa 60.000 Büchern und 2.000 Bänden alter Drucke und Handschriften[5]

## Neue Dauerausstellung

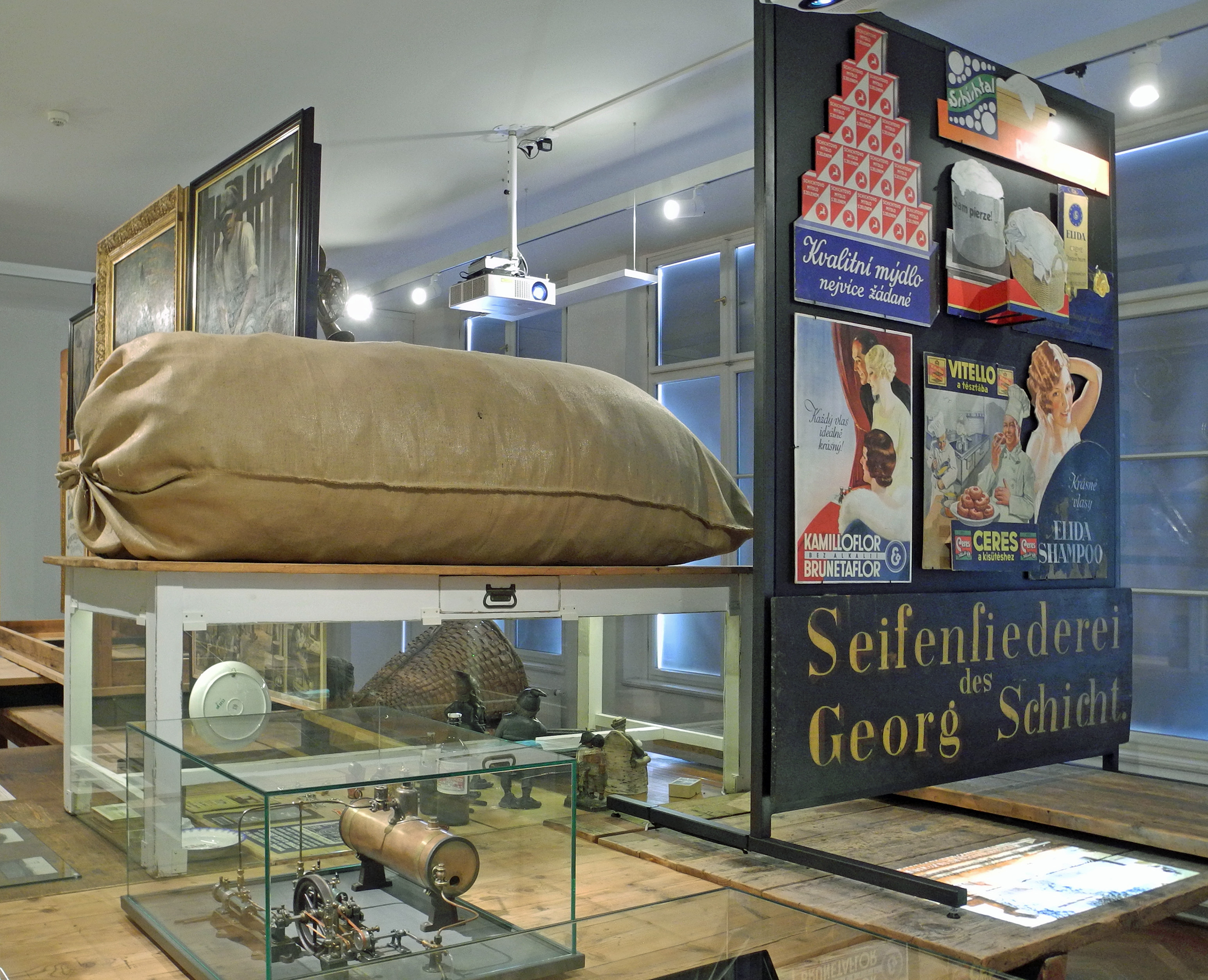
Seife von Schicht und Saazer Hopfen

In den Räumen des Stadtmuseums wurde im November 2021 die neue Dauerausstellung „Naši Němci – Unsere Deutschen“ des Vereins Collegium Bohemicum eröffnet, in der die Geschichte der Deutschen in den böhmischen Ländern vom frühen Mittelalter bis ins 20. Jahrhundert und ihre Vertreibung 1945/46 behandelt wird.
Die Ausstellung präsentiert in 22 Räumen auf 1600 Quadratmetern in zwei Etagen mehr als 500 Exponate, darunter zahlreiche Produkte ehemaliger deutsch-böhmischer Unternehmer, z. B. das legendäre Motorrad Böhmerland, die Seife der Georg Schicht AG aus Aussig und Saazer Hopfen. Behandelt wird auch die deutschsprachige Literatur von Franz Kafka über Egon Erwin Kisch bis zu Max Brod.
Der Besucher kann durch einen Biedermeier-Salon und ein Hotelzimmer im Jugendstil-Hotel in Reichenberg spazieren oder eine alte Gaststätte in Elbogen besuchen.